# Вениаминовское подворье в Иерусалиме
Вениами́новское подво́рье в Иерусалиме (ивр. חצר בנימין בירושלים‎) — историческое русское здание на улице Пророков в Иерусалиме, приобретённое иеромонахом Вениамином (Лукьяновым) 16 марта 1887 года.

## История

### Дореволюционный период
Подворье было куплено иеромонахом Вениамином (Лукьяновым) родом из города Кишинёва — видным деятелем Русской палестины, участником Крымской войны и духовником Крестовоздвиженской общины сестер милосердия, проживавшем в Иерусалиме с 1864 года.
Иеромонах Вениамин приобретает на собственные средства дом в Иерусалиме, который был формально записан на имя еврейского продавца — иерусалимского банкира Фрютигера.
Поначалу приют задумывался как пристанище для женщин разного исповедования: православных, католичек и протестанток. Для этого на подворье были поселены три иностранки: англичанки мисс Paul и мисс Хен, и немка Магдалина. Смотрительницей подворья была назначена подданная Российской Империи Ксения Хомутова, приложившая немало усилий по становлению приюта и налаживанию его работы. Несмотря на продажу дома, оставшиеся жильцы не желали освобождать помещения и конфликт интересов порой доходил до рукоприкладства.
В 1891 году иеромонаху Вениамину исполняется 80 лет. По состоянию здоровья и в результате финансовых затруднений Вениамин, будучи членом Императорского православного палестинского общества (ИППО) принимает решение передать в безвозмездный дар здание Вениаминовского подворья в Иерусалиме Императорскому православному палестинскому обществу. Таким образом подворье получает название Вениаминовское, а отец Вениамин впоследствии становится Почётным членом Императорского православного палестинского общества.
Торжественное открытие Вениаминовского подворья состоялось в день тезоименитства Председателя ИППО — Великого князя Сергия Александровича 5 июля 1892 года. Новые ворота с барельефными знаками ИППО, спроектированные известным иерусалимским архитектором Георгием Франгией, с позолоченной надписью на мраморной таблицей украсили новое русское здание в центре Иерусалима.
24 апреля 1893 года иеромонах Вениамин награждается саном игумена, а в августе 1893 года на пожертвования от русских паломников игумен Вениамин завершает строительство нового корпуса на земельном участке подворья.
Игумен Вениамин скончался 10 сентября 1897 года и был похоронен на православном кладбище на горе Сион. Отпевание игумена Вениамина возглавил лично Патриарх Иерусалимский Дамиан. В этом же 1897 году Вениаминовское подворье было переоформлено на имя Председателя ИППО — Великого князя Сергея Александровича.
Вениаминовское подворье по своему устроению представляло собой богадельню для русских православных благочестивых женщин, желавших завершить свои земные дни в Иерусалиме, которые просто брали себе комнаты в аренду на время проживания в Иерусалиме.
Согласно описи от 5 июня 1910 года, Вениаминовское подворье включало в себя:
«A. Трехэтажный каменный флигель, в каждом этаже по 2 жилых комнаты, соединенных в двух верхних этажах наружным деревянным балконом.
Б. Каменный 2-х этажный флигель с подвалом. В обоих этажах имеются по 2 жилых комнаты, разделенных внутренней каменной лестницей. Помещения подвального этажа не жилые, предназначены для склада топлива и разных домашних вещей. К флигелю пристроено каменное крыльцо. При флигеле имеется большая цистерна. С одной боковой стороны флигеля, обращенной к улице, имеется небольшая каменная пристройка в 3 этажа с одной комнаткой в каждом этаже. Сообщение с комнаткой 3-го этажа устроено посредством верхнего наружного балкона; для комнатки же 2-го этажа имеется особая деревянная лестница с небольшой площадкою. С противоположной от улицы стороне к флигелю лит. „Б“ пристроено каменное общее отхожее место на 1 очко.

B. Каменный одноэтажный флигель с подвальными помещениями, построенный поперек двора, разграничивая двор на передний и задний. В подвальном этаже, с одной задней стороны, имеется небольшая цистерна, а с противоположной стороны, в конце флигеля, общая кухня с прачечной; в промежутке между цистерной и прачечной имеются 4 помещения, приспособленных для жилья. В первом этаже находятся жилые помещения, распределения которых показаны на прилагаемом схематическом плане. Для освещения подвальных помещений снаружи, вдоль флигеля, со стороны первого двора, имеется сплошная выемка земли, обделанная каменными плитами. К флигелю пристроены 2 каменных крыльца со ступенями для подъема в 1-й этаж и спуска под ними в помещения подвального этажа.
Г. В глубине заднего двора имеется каменный одноэтажный флигель; в нем 5 небольших жилых комнат и в конце отхожее место на 3 очка.
Д. В одном направлении с флигелем лит. „Г“ имеется одноэтажный небольшой каменный флигель с двумя небольшими отдельными комнатами. При этом же флигеле имеется небольшая цистерна.
Покрытия всех флигелей плоские, из плит.!''»

### Послереволюционный период
В период Британского мандата (с 1917 по 1948 гг.) в Вениаминовском подворье жили работники Православного палестинского общества в Иерусалиме; некоторые из них продолжали там жить и после образования государства Израиль в 1948 году, не желая переходить на территорию Иордании в восточный Иерусалим.
В 1964 году, в рамках межправительственного соглашения, подписанного Г. Меир и Н. С. Хрущёвым в рамках так называемой «апельсиновой сделки» Вениаминовское подворье продается советским правительством государству Израиль. Законность сделки остаётся спорной, так как непонятно, являлся ли СССР законным собственником подворья, учитывая также тот факт, что Вениаминовское подворье было оформлено (как и Сергиевское подворье в Иерусалиме) на имя Председателя ИППО Великого князя Сергия Александровича.
В результате апельсиновой сделки подворье было передано израильской благотворительной организации «Яд Сара», которая выехала с подворья в 2006 году.

## Современное положение
С 2006 года Вениаминовское подворье было передано на баланс городского муниципалитета Иерусалима. Первоначально мэрией Иерусалима в рамках проекта по расширению улицы Пророков в Иерусалиме планировался снос исторического здания подворья. Но в результате противодействия со стороны сформированного общественного мнения, инициированного образованным Комитетом по сохранению исторического облика улицы Пророков в Иерусалиме, планы мэрии были отменены. По итогам общественного противодействия здание было решено не сносить, а реконструировать с размещением там по разрешению муниципалитета временных офисов израильских строительных компаний, которые возводят здания жилых комплексов совсем рядом с Вениаминовским подворьем.

На сегодняшний день Вениаминовское подворье продолжает находиться на балансе мэрии Иерусалима. Северный и южный флигели Вениаминовского подворья снесены с разрешения мэрии Иерусалима. Из исторических построек сохранились основной флигель, каменные ворота с барельефными знаками ИППО. Мраморная табличка с названием Вениаминовского подворья похищена неизвестными лицами. 